# Echinops mersinensis
Echinops mersinensis là một loài thực vật có hoa trong họ Cúc. Loài này được Gemici & Leblebici mô tả khoa học đầu tiên năm 1992.